# フランク・ニール
フランク・ニール（Franck Neel,1965年7月8日 - ）は、フランス出身の俳優。

## 人物
南フランス・カンヌ出身。
少年時代は地元のスキー大会で活躍し、プロスキーヤーになることも夢見ていたこともあった。
20歳でパリに出てモデルとして活動し、ミラノでも活躍。翌年、ニューヨークに移る。モデルとして日本でも注目を浴びていた。
1989年（平成元年）初来日。来日したとき、野球やサッカーをしている人が沢山いたことに驚いていたという。NHK大河ドラマ『信長 KING OF ZIPANGU』（ルイス・フロイス役）をクランク・アップしたあと、一時帰国。1994年、長谷部安春監督『レッスン LESSON』でユダヤ人政治運動家として出演した。その後フランスにおいて映画・テレビドラマ・舞台に出演している。
『信長 KING OF ZIPANGU』に出演していた当時、とんねるずの番組が好きだったらしい。
既婚者で娘が2人いる。